# Bernhard Crusell
Bernhard Henrik Crusell (født 15. oktober 1775 i Nystad, Finland, død 28. juli 1838 i Stockholm) var en svensk musiker.
Allerede som dreng fik han plads som klarinettist i et finsk regiment, som han 1790 fulgte til Stockholm, hvor han, kun 18 år gammel, blev ansat som klarinettist i Hofkapellet. Ved rejser til Paris uddannede han sig yderligere og blev 1818 musikdirektør ved livgrenaderregimenterne. Crusell var en betydelig klarinetvirtuos og har gjort sig bemærket også som komponist for dette instrument.
Flere sange, komponerede især til Tegnérske tekster (Frithiofs saga), fik ved deres naturlige, letflydende melodier en del udbredelse. Almindelig kendte er hans melodier til Længe var Nordens herlige Stamme, Hell dig, du höga nord, Kung Karl den unga hjelte og Afsted, afsted til Arbejd vil vi gaa. Også en operette (Lilla slafvinnan 1824) har man fra hans hånd.